# Ронсверт (Західна Вірджинія)
Ронсверт (англ. Ronceverte) — місто (англ. city) в США, в окрузі Ґрінбраєр штату Західна Вірджинія. Населення — 1572 особи (2020).

## Географія
Ронсверт розташований за координатами 37°45′4″ пн. ш. 80°28′11″ зх. д. / 37.75111° пн. ш. 80.46972° зх. д. (37.751169, -80.469808).  За даними Бюро перепису населення США в 2010 році місто мало площу 4,47 км², з яких 4,40 км² — суходіл та 0,07 км² — водойми.

## Демографія
Згідно з переписом 2010 року, у місті мешкало 1765 осіб у 753 домогосподарствах у складі 446 родин. Густота населення становила 395 осіб/км².  Було 866 помешкань (194/км²).
Расовий склад населення:
| - 92,7 % — білих - 5,6 % — чорних або афроамериканців - 0,2 % — азіатів - 0,1 % — корінних американців |

До двох чи більше рас належало 1,3 %. Частка іспаномовних становила 1,1 % від усіх жителів.
За віковим діапазоном населення розподілялося таким чином: 21,4 % — особи молодші 18 років, 58,1 % — особи у віці 18—64 років, 20,5 % — особи у віці 65 років та старші. Медіана віку мешканця становила 43,6 року. На 100 осіб жіночої статі у місті припадало 86,4 чоловіків;  на 100 жінок у віці від 18 років та старших — 81,7 чоловіків також старших 18 років.
Середній дохід на одне домашнє господарство  становив 43 681 долар США (медіана — 37 898), а середній дохід на одну сім'ю — 52 555 доларів (медіана — 51 597). Медіана доходів становила 32 614 долари для чоловіків та 24 886 доларів для жінок. За межею бідності перебувало 19,2 % осіб, у тому числі 29,4 % дітей у віці до 18 років та 7,4 % осіб у віці 65 років та старших.
Цивільне працевлаштоване населення становило 732 особи. Основні галузі зайнятості: освіта, охорона здоров'я та соціальна допомога — 29,0 %, роздрібна торгівля — 19,7 %, мистецтво, розваги та відпочинок — 15,6 %.